# Rochefortia fasciculata
Rochefortia fasciculata är en strävbladig växtart som beskrevs av Gürke. Rochefortia fasciculata ingår i släktet Rochefortia och familjen strävbladiga växter. Inga underarter finns listade i Catalogue of Life.